# Semai
Az uralkodót lásd itt: Dzsedkaré Semai.

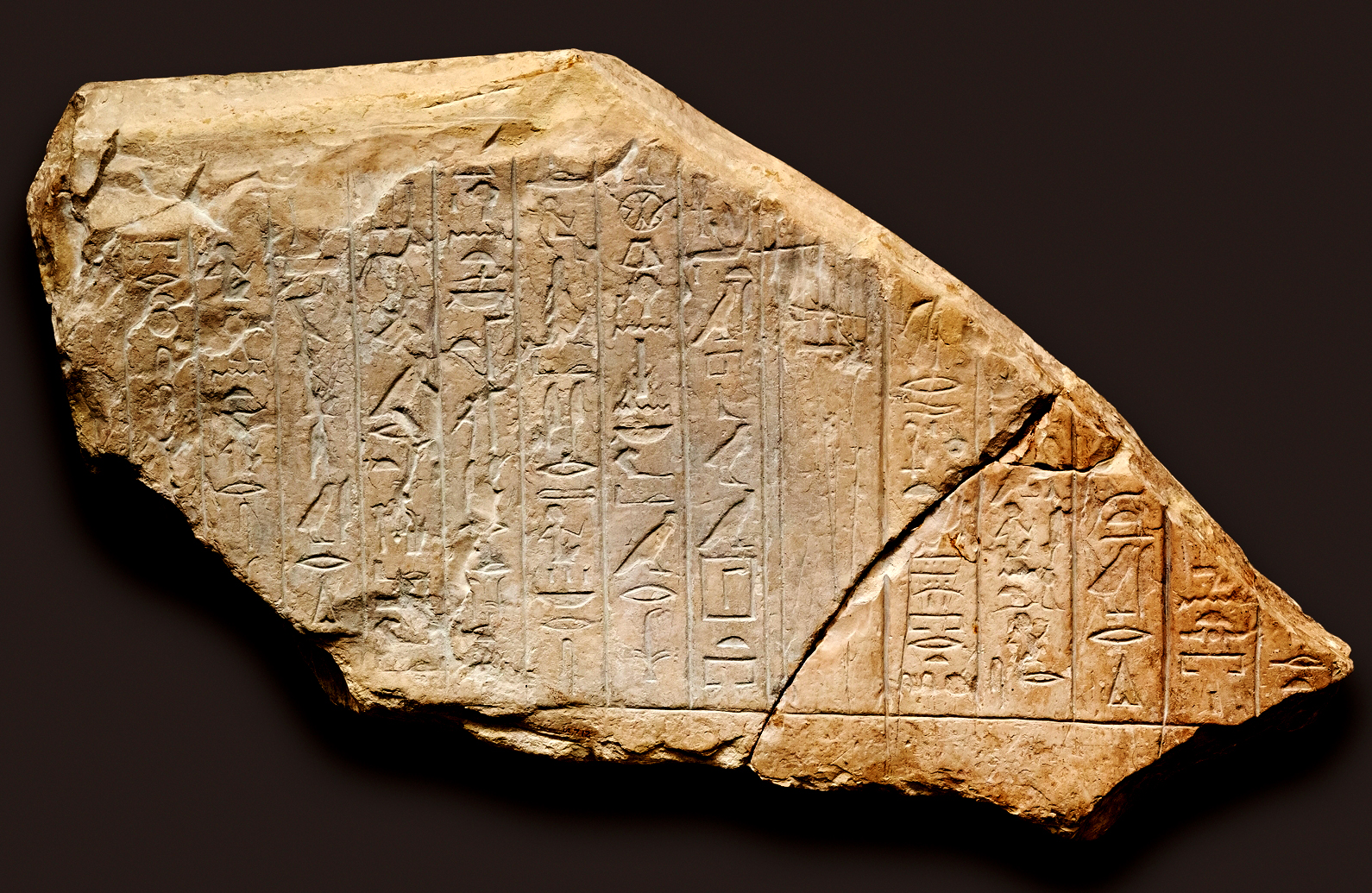
A „p” és „q” jelű a koptoszi dekrétumok közül; Semai két fiát említi. Metropolitan Művészeti Múzeum (Acc. No. 14.7.12)

Semai (šm3ỉ) ókori egyiptomi hivatalnok volt a VIII. dinasztia uralkodásának vége felé (i. e. 22. század), Noferkauré és Noferkauhór uralkodása idején; utóbbi alatt az ország vezírje. Főleg a koptoszi dekrétumokból ismert, melyek nagy részének ő a kedvezményezettje. Pályafutása értelmezhető annak szembetűnő jeleként, hogy a központi hatalom az első átmeneti kor idején erőteljesen meggyengült, és kénytelen volt különféle privilégiumokat biztosítani a nagy hatalmú helyi kormányzóknak.

## Említései
Semai főleg a koptoszi dekrétumokból ismert. Ezeket a királyi dekrétumokat, melyekben Semait és családját különféle címekkel és tisztségekkel látják el, a VIII. dinasztia különböző uralkodói bocsátották ki. A vezírt emellett számos sziklafelirat is említi a Vádi Hammamátban, és sírja is ismert Koptosztól délre.

## Pályafutása
Semai legkorábbi említése a „g”, „h” és „i” jelű koptoszi dekrétumban található, melyeket általában Noferkaurénak tulajdonítanak; egyikük konkrétan datálható az ő negyedik uralkodási évére. A mészkő táblákra vésett koptoszi dekrétumok nagy része Min templomát és papjait védi a zaklatástól és kényszermunkától, nyolc azonban, melyeket Noferkaré első évében egyetlen napon bocsátottak ki, Semaival és családtagjaival foglalkozik.
Ezeket a dokumentumokat Min koptoszi templomában állították ki, címzettjük pedig a Felső-Egyiptom kormányzójának nevezett Semai, aki a Koptosz központú Harawi nomosz kormányzója volt. A dekrétumok a II. Pepi fáraó kultuszával és Min templomával kapcsolatos adminisztratív tevékenységekkel foglalkoznak. Közülük a legkorábbi szöveg említi Idit, Koptosz új kormányzóját is, aki valószínűleg azonos Semai fiával, a későbbi Idi vezírrel. A harmadik dekrétum kijelenti, hogy Semai felel Felső-Egyiptom huszonkét nomoszáért. A szöveg nem utal zavargásokra, de lehetséges, hogy azt mutatja, milyen kétségbeesetten próbált a király jó viszonyban lenni egy nagy hatalmú felső-egyiptomi urasággal.
Noferkaurét nem sokkal később Noferkauhór követte a trónon, Semai pedig feleségül vette az új király legidősebb lányát, Nebietet, valószínűleg már Noferkauhór trónra lépésének napján, peret évszak második havának 20. napján.) Noferkauhór adta ki a következő nyolc koptoszi dekrétumot (a „j” jelűtől a „q”-ig), ezek mindegyikének kedvezményezettje a vezírré újonnan kinevezett Semai, valamint családjának különféle tagjai.
Az első dekrétum Nebiet pozíciójával foglalkozik, egyben Semaiéval is, aki az új uralkodó veje lett. Az ezt követő dekrétumok Semai fiait nevezik ki különböző pozíciókba: Idi ismét a korábban apja által betöltött hivatalt kapta meg, és Felső-Egyiptom kormányzója lett (bár ő csak a hét legdélebbi nomoszért felelt), egy másik fia pedig, akinek neve nem maradt fenn, Min templomában kapott pozíciót. Semai és Nebiet olyan privilégiumokban is részesültek, amelyben uralkodón kívül korábban senki; a király még papokat is jelölt ki a vezír és a hercegnő kájának halotti kultuszára, melynek építményeihez a korábban uralkodói privilégiumnak számító vörös gránitot is használhatták.
Úgy tűnik, mikor a Demedzsibtaui Hórusz-névvel rendelkező király – aki talán Uadzskaréval vagy II. Noferirkaréval azonosítható – kibocsátotta a koptoszi dekrétumok közül az utolsó, „r” jelűt, Semai már nem volt hatalmon; a dokumentumot Idi vezírnek címezték, ami bizonyítja, hogy a fiú ismét apja örökébe lépett.
Élete során számos címet és hivatalt kapott, a dekrétumon címei: „az isteni atya, az isten kedveltje, a király (mostoha)gyermeke, a piramisváros felügyelője, vezír, a király dokumentumai írnokainak elöljárója, Felső-Egyiptom kormányzója, az egyetlen társ, kamarás, Nehen pásztora, El-Kab főnöke, felolvasópap, Min papjainak elöljárója”. Sírjában további címek olvashatóak: iri-pat (örökös herceg) és hati-aa (nemesember).

## Sírja

### Feltárása
Semai sírja Koptosztól egy kilométerre délre található, egy árterületen fekvő dombon, a mai Kom el-Koffarban (más néven Kom el-Momanien vagy Naga el-Kom). A sírt először 1956-ban tárta fel Labib Habachi, majd 1979–1982 között Rabia Hamdan. Újabb feltárásokra került sor 2000-ben és 2002-ben.

### Kialakítása
A sír nagy méretű vályog masztabából áll, melynek középpontjában oszlopos csarnok található. Ide északról lehet bejutni egy előudvaron és egy 8 méter hosszú folyosón át. Mindezt mészkőborítással látták el, az oszlopos csarnok falait pedig áldozati jelenetek díszítik. A csarnok délkeleti falában vörös gránit álajtó található. A masztaba külső északi falának falfülkéiben számos, Semait ábrázoló sztélét fedeztek fel; itt valószínűleg áldozatokat mutattak be a vezírnek.
A csarnok keleti falának egy felirata Noferkauhór uralkodásának első évében, semu évszak negyedik havának 2. napján készült. Noferkauhórnak a koptoszi dekrétumokon kívül ez az egyetlen korabeli említése. A fal dekorációjának felső regiszterében baloldalt Semai látható feleségével, előtte munkások vontatnak egy követ. A középső regiszterben egy bika levágása és újabb kő vontatása látható. Ebben a regiszterben kétszer említik Noferkauhór királyt. A legalsó regiszterben hajócsata zajlik a mocsárban. Egy további felirat azt részletezi, mit tett Semaiért fia, Idi: áldozatokat mutatott be, valamint felújítási munkálatokat rendelt el a nekropoliszban.

## Fordítás
- Ez a szócikk részben vagy egészben  a   Shemay című angol Wikipédia-szócikk ezen változatának fordításán alapul.  Az eredeti cikk szerkesztőit annak laptörténete sorolja fel. Ez a jelzés csupán a megfogalmazás eredetét és a szerzői jogokat jelzi, nem szolgál a cikkben szereplő információk forrásmegjelöléseként.